# Telechelifer lophonotus
Telechelifer lophonotus är en spindeldjursart som beskrevs av Chamberlin 1949. Telechelifer lophonotus ingår i släktet Telechelifer och familjen tvåögonklokrypare. Inga underarter finns listade i Catalogue of Life.